# Kuaishou
Kuaishou est une application mobile de partage de vidéos courtes, un réseau social et un éditeur d'effets spéciaux vidéo, basée dans le district de Haidian (Pékin), développée en 2011 par Beijing Kuaishou Technology, par l'ingénieur Hua Su (宿华) et Cheng Yixiao (程一笑).
En 2019, il compte une base d'utilisateurs mondiale de plus de 200 millions, en tête des listes "les plus téléchargées" de Google Play et de l'App Store d'Apple dans huit pays, comme le Brésil. Au Pakistan et en Indonésie, cette application est connue sous le nom de Snack Video. Il est souvent appelé "Kwai" sur les marchés étrangers. Son principal concurrent est Douyin, connu sous le nom de TikTok en dehors de la Chine.
L'équipe à l'étranger de Kuaishou est dirigée par l'ancien PDG de l'application 99, et du personnel de Google, Facebook, Netflix et TikTok a été recruté pour diriger l'expansion internationale de l'entreprise.
Le China Internet Investment Fund, une entreprise publique contrôlée par l' Administration du cyberespace de Chine, détient une participation partielle dans Kuaishou.